# New England Skeptical Society
The New England Skeptical Society (NESS) è un'organizzazione no-profit con lo scopo di promuovere l'educazione scientifica ed il pensiero critico. Fu fondata nel gennaio del 1996 con il nome di Connecticut Skeptical Society. In seguito il Connecticut Skeptical Society si fuse con lo Skeptical Inquirers of New England (SINE) ed il New Hampshire Skeptical Resource, creando così l'attuale New England Skeptical Society (NESS).
IL NESS produce lo The Skeptics' Guide to the Universe: un podcast settimanale che tratta di argomenti scientifici con discussioni su miti e leggende, teorie di cospirazione, pseudoscienza e paranormale da un punto di vista scientifico. I podcast contengono anche le discussioni sui più recenti sviluppi scientifici, trattati da un punto di vista laico.
Il presidente dell'associazione è Steven Novella, neurologo docente all'Università di Yale, che in passato  fu uno dei fondatori di Ness. Steven Novella scrive articoli per il New Haven Advocate ed è stato un editore associato della Scientific Review of Alternative Medicine e redattore per l'associazione Quackwatch. Ha partecipato a diversi programmi televisivi (ad esempio Penn & Teller: Bullshit!) sostenendo la posizione di una visione scettica e naturalista del mondo.